# Loro Piceno
Loro Piceno is een gemeente in de Italiaanse provincie Macerata (regio Marche) en telt 2501 inwoners (31-12-2004). De oppervlakte bedraagt 32,5 km², de bevolkingsdichtheid is 77 inwoners per km².
De volgende frazioni maken deel uit van de gemeente: San Valentino, Borgo San Lorenzo, Varco.

## Demografie
Loro Piceno telt ongeveer 911 huishoudens. Het aantal inwoners daalde in de periode 1991-2001 met 0,4% volgens cijfers uit de tienjaarlijkse volkstellingen van ISTAT.
| Jaar | Inwoneraantal |
| ---- | ------------- |
| 1991 | 2496          |
| 2001 | 2485          |

## Geografie
De gemeente ligt op ongeveer 436 m boven zeeniveau.
Loro Piceno grenst aan de volgende gemeenten: Colmurano, Massa Fermana (FM), Mogliano, Montappone (FM), Petriolo, Ripe San Ginesio, Sant'Angelo in Pontano, Urbisaglia.